# Противотанковая оборона

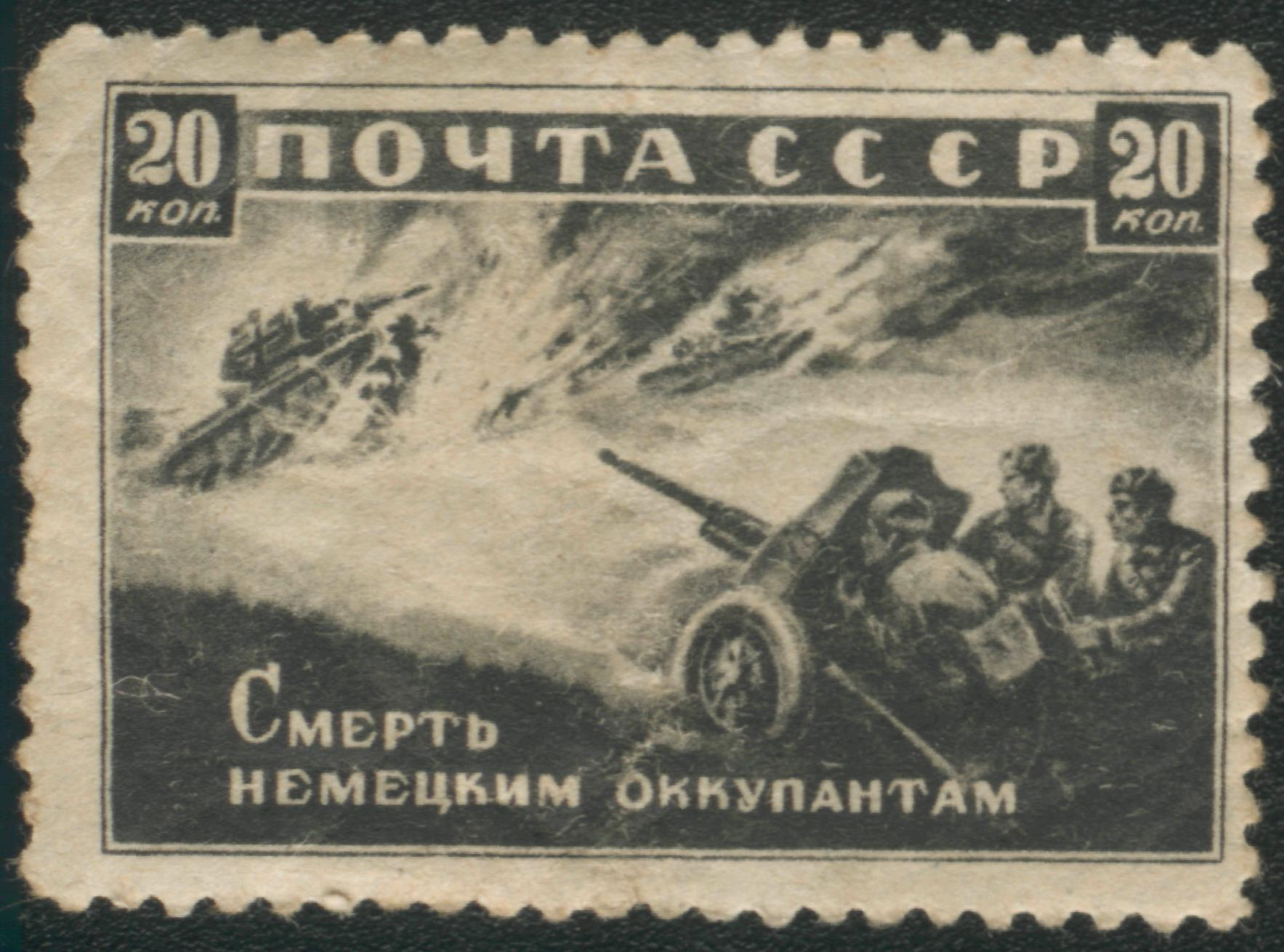
Пушка-сорокопятка против немецких танков, Почтовая марка 1942 год

Британские артиллеристы с пушкой Ordnance QF 17 pounder держат противотанковую оборону на мосту у Неймегена. 1944

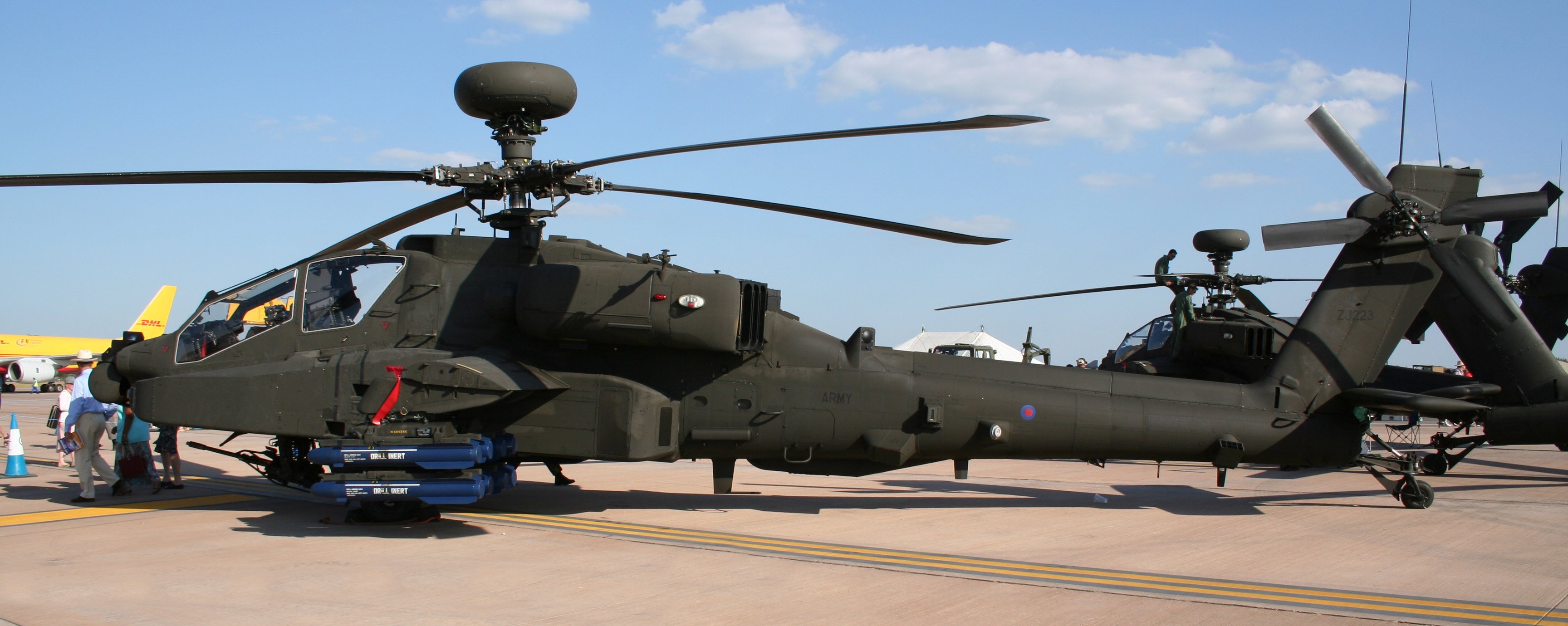
Современный вертолет для борьбы с танками АН-64 «Апач»

Противотанковая оборона (ПТО) — мероприятия и боевые действия, направленные на отражение атак танков и броневого вооружения противника, и уничтожение его бронетанкового вооружения и техники.
Противотанковая оборона осуществляется всеми родами войск и сил видов вооружённых сил и спецвойсками. Она включает заграждения, огонь ракетных войск и артиллерии, в том числе специализированной — противотанковой, авиационные удары и противотанковые средства мотострелков (стрелков). В систему ПТО входят противотанковые опорные пункты, узлы и районы.

## История
Противотанковая оборона зародилась в Первой мировой войне с появлением на поле боя бронемашин и танков, впервые танки были применены англичанами 15 сентября 1916 года в битве против немецких войск на реке Сомме. Основным средством борьбы с танками была в то время полевая артиллерия. Сначала танки поражались огнём с закрытых огневых позиций, затем и стрельбой прямой наводкой. Значение и роль противотанковой обороны усугублялись непрерывным увеличением количества и улучшением качества основных танков, а также ростом их роли в боевых действиях войск. Для повышения эффективности борьбы с танками после Первой мировой войны в армиях создаются специальная противотанковая артиллерия и противотанковые мины.
Противотанковая оборона стала одним из видов обеспечения боевых действий. Дальнейшее развитие противотанковая оборона получила во времена Второй мировой войны, что было связано с массовым применением танков. В Красной армии была разработана система противотанковой обороны, которая успешно противостояла массированным атакам танков противника. Она включала: противотанковые опорные пункты рот, объединенные в батальонные противотанковые узлы; противотанковые районы, создаваемые на танкоопасных направлениях; танковые засады; артиллерийско-противотанковые резервы; подвижные отряды заграждения; артиллерию, расположенную на закрытых огневых позициях; противотанковые заграждения и препятствия. В ходе войны были сформированы истребительно-противотанковые артиллерийские полки и бригады РВГК. Особенно противотанковая оборона проявила себя в тактиках танковых дивизий в битвах с немецкими клиньями со 2-й танковой армии Центрального фронта РККА генерал-лейтенанта Алексея Григорьевича Родина (6-7 июля 1943 г.) и в сражении под деревней Прохоровка (12.07.1943 г.), где превосходила себя 5-я гвардейская танковая армия Павла Алексеевича Ротмистрова.
В послевоенное время в связи с совершенствованием танков и повышением их роли в операции (бою) борьба с ними осложнилась. Противотанковая оборона превратилась из вида обеспечения боевых действий в элемент обороны.
Современная противотанковая оборона включает: группировки противотанковых средств, систему противотанкового огня всех видов, связанная с системой противотанковых заграждений, а также противотанковые резервы и подвижные отряды заграждения. Основой противотанкового огня является огонь ПТУР, танков, противотанковой артиллерии, боевых вертолётов и гранатомётов. Противотанковая оборона организуется на всю глубину оперативного построения (боевого порядка). Её эффективность достигается массированием противотанковых средств на танкоопасных направлениях; своевременным манёвром силами и средствами; высокой активностью и эффективностью средств поражения танков и других бронемашин противника; постоянной разведкой; организацией взаимодействия между различными средствами ПТО, чётким и непрерывным управлением.